# I Have Questions
"I Have Questions" é uma música gravada pela cantora e compositora cubana-americana Camila Cabello. Foi lançado como um single promocional em 22 de maio de 2017, juntamente com um vídeo lírico. Cabello apresentou a música junto com "Crying in the Club" em várias aparições na televisão.

## Composição e lançamento
Liricamente, "I Have Questions" contém temas de abandono e o reconhecimento de que um antigo companheiro não era quem ele parecia ser. Enquanto muitos consideraram a música como uma balada desprezível dedicada a um amante antigo, Cabello explicou em numerosas entrevistas que a música é sobre uma amizade que deu errado, acrescentando que ela escreveu com uma pessoa em mente, mas que existem outras pessoas para a quem a música é dirigida. Quando ela anunciou seu álbum de estúdio de estréia nas mídias sociais, ela revelou que ela começou a escrever a canção em um banheiro do hotel enquanto estava em turnê em 2016 com Fifth Harmony, "eu estava completamente quebrada durante esse período", afirmou. A música foi apresentada pela primeira vez como uma introdução no video musical para seu primeiro single "Crying in the Club", e foi lançada mais tarde para lojas online de música e serviços de streaming.

## Análise da critica
Revisando Camila , Kitty Empire, do The Guardian, comentou sobre a mudança do material do álbum. Ela sentiu a exclusão de "I Have Questions" foi "inesperada", pois ela vê a música como "excelente". Rob Sheffield da revista Rolling Stone, a descreveu como "meditativa" e elogiou sua produção reduzida, enquanto Taylor Weatherby, da Billboard, a descreveu como "comovente".

## Promoção
Cabello apresentou "I Have Questions" junto com "Crying in the Club" no Billboard Music Awards 2017, Britain's Got Talent e iHeartRadio Much Music Video Awards 2017.

## Créditos e equipe
Créditos adaptados das anotações do livro Crying in the Club.
Equipe
- Camila Cabello – composição, vocal principal
- Jesse Shatkin – composição, produção, instrumentos, programação, gravação
- Bibi Bourelly – composição, vocais de fundo
- Frank Dukes –  produção adicional
- Serban Ghenea – mixagem
- John Hanes – engenharia de áudio
- Sam Dent – engenharia adicional

## Desempenho nas tabelas musicais
Em seu lançamento, "I Have Questions" teve um sucesso comercial mínimo. Ele estreou no número 94 na França, número 82 em Portugal e atingiu o número nove na Espanha - o terceiro top 10 de Cabello na parada espanhola. Nos Estados Unidos, a música não apareceu na parada Billboard Hot 100, conseguindo figurar apenas no Bubbling Under Hot 100 Singles dos EUA no número 24.
| Tabela musical (2017)                           | Melhor posição |
| ----------------------------------------------- | -------------- |
| Estados Unidos (Bubbling Under Hot 100 Singles) | 10             |
| França (SNEP)                                   | 94             |
| Portugal (AFP)                                  | 82             |

## Histórico de lançamento
| Região         | Data                | Formato                                            | Gravadora | Ref.          |
| -------------- | ------------------- | -------------------------------------------------- | --------- | ------------- |
| Vários         | 22 de maio de 2017  | (como single promocional)                          | Epic Syco | [ 20 ]        |
| Estados Unidos | 28 de junho de 2017 | Vinil (como Lado B do single "Crying in the Club") | Epic      | [ 21 ] [ 13 ] |